# Старый Хогот
Старый Хогот (бур. Хуушан Һогоото) — деревня в Баяндаевском районе Иркутской области России. Входит в состав Хоготского муниципального образования. Находится примерно в 32 км к северо-востоку от районного центра.

## Население
| 2002 | 2010 | 2011 | 2012 |
| ---- | ---- | ---- | ---- |
| 94   | ↘60  | →60  | ↘55  |

По данным Всероссийской переписи, в 2010 году в деревне проживало 60 человек (33 мужчины и 27 женщин).